# 卡莱拉和乔萨斯
卡莱拉和乔萨斯，是西班牙卡斯蒂利亚-拉曼恰托莱多省的一个市镇。总面积220平方公里，总人口3807人（2001年），人口密度17人/平方公里。